# Коморницкая культура
Коморницкая культура — археологическая культура, существовавшая на территории Польши в эпоху раннего и среднего мезолита. Название дал в 1965 году Стефан Кароль Козловский по эпонимичной стоянке Коморница в Мазовии. Иногда культуру называют «нарвский цикл».

## Хронология, происхождение и исчезновение
Развитие культуры охватывает период около 8 — 5 тысяч лет назад. Дольше всего культура существовала на территории Силезии. После исчезновения свидерской культуры на территорию современной Польши прибывают группы мезолитического населения с территории Германской низменности, связанные с мезолитической культурой Дуфензее.
Исчезновение культуры связано с технологическими изменениями, в том числе увеличением количества микролитов, а также с миграцией на её территорию представителей культуры Свердборг, в результате чего возникает новая гибридная хойницко-пеньковская культура.

## Область распространения и культурный контекст

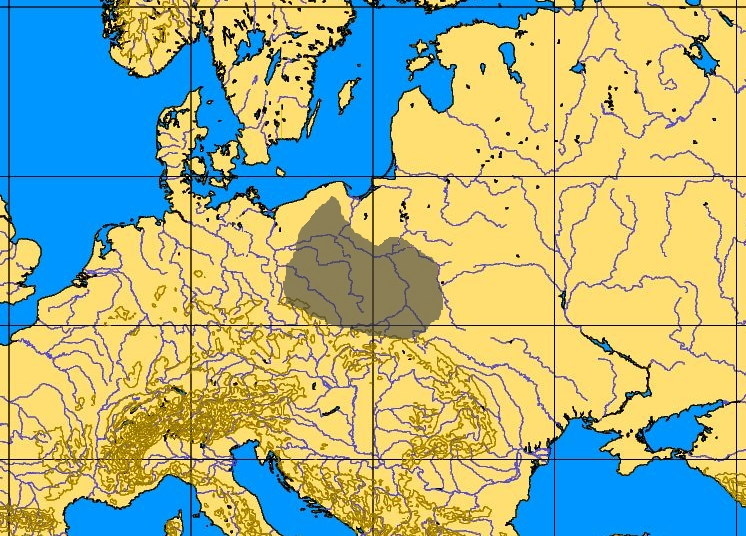
Распространение коморницкой культуры

Культура занимала большую часть современной Польши, за исключением её северо-восточной части. Отдельные коморницкие памятники встречены на территории Западной Беларуси, а также Припятского Полесья. Принадлежала к северному (нордическому) кругу мезолитических культур.
Совокупность культурных явлений, связанных с данным кругом, охватывает районы, расположенные между Англией, которая во время пребореального голоцена ещё была связана с материком через Доггерленд (южнобалтийский шельф в то время был затоплен лишь в Атлантике), и Беларусью. Эта совокупность охватывала регионы Англии (культуры Стар-Карр), Нидерланды, Германию (культура Дуфензее), Данию (культура Маглемозе), и районы Польши (коморницкая культура).

## Характерные артефакты

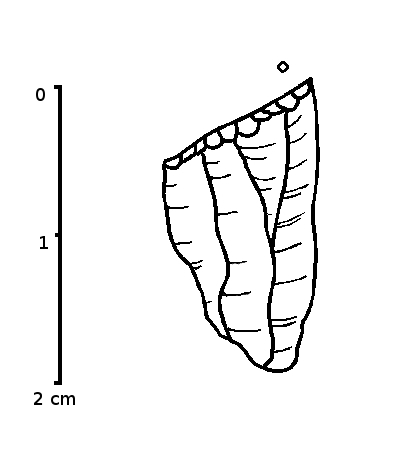
Острие типа Коморница

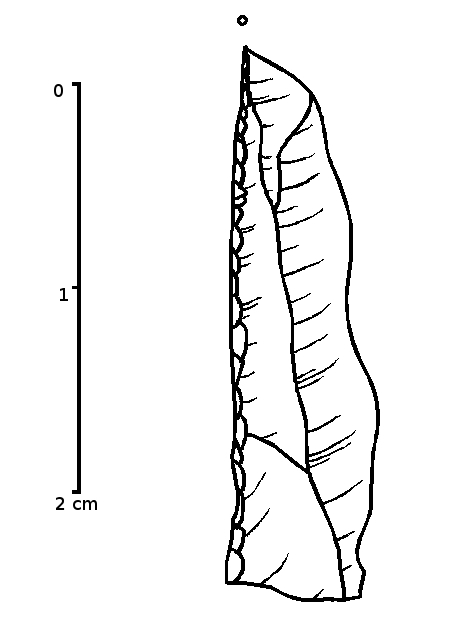
Острие типа Ставинога

Технология кремнеобработки основана на эксплуатации одно- и двухплощадочных нуклеусов техникой прямого удара твердым или мягким отбойником. Основной тип заготовки - отщепы и нерегулярные пластины. Характерный набор микролитов - пластинки с усеченным ретушью концом типа Коморница, пластинки с притупленным ретушью краем (типа Ставинога и ланцетовидные), широкие треугольники. Среди других орудий - короткие скребки, резцы, проколки. Костяной инвентарь практически отсутствует в археологическом материале (по причине плохой сохранности), за исключением единичных находок роговых мотыг, иногда украшенных орнаментом.

## Поселения
Стоянки располагались в дюнах и на речных террасах и могли быть как многошалашовыми (основные лагеря), так и «спутниковыми», меньшими. Более крупные группировки могут свидетельствовать о возвращении в те же места обитания в долгосрочной перспективе.

## Хозяйство и общество
Хозяйство коморницкой культуры было охотничье-собирательским, на некоторых территориях более важную роль играло рыболовство. Также коморницкое население добывало охру в окрестностях Гжибовой-Гуры.